# Векослав Жупанчич
Векослав Жупанчич (хорв. Vjekoslav Župančić; 1900, Загреб, Австро-Угорщина — 1971, Загреб, СФРЮ) — югославський хорватський футболіст, який грав на позиції захисника, тренер, функціонер. Учасник Футбол на літніх Олімпійських іграх 1920 Олімпіади 1920 у складі Збірна Югославії з футболу збірної Югославії.

## Кар'єра

### Клубна
З 1918 по 1920 рік виступав у складі загребського клубу ХАШК. У 1921 ріку переїхав до Австрія, в клуб «Вінер Аматер», у складі якого виступав до 1925 ріка, ставши за цей час, разом з командою, один раз Чемпіонат Австрії з футболу, чемпіоном Австрії, тричі володарем і один раз фіналістом Кубок Австрії з футболу Кубка Австрії. У 1926 ріку повернувся додому, в ХАШК, за який потім виступав до 1928 ріку, ставши за цей час, разом із командою, один раз третім призером чемпіонату Королівства СГС.

### У збірній
У складі головної національної збірної Королівства СГС зіграв один раз 28 серпня 1920 ріка в матчі проти збірної Чехословаччини на Олімпіаді 1920, зустріч його команда програла з рахунком 0:7.

### Тренерська
Після завершення кар'єри гравця працював тренером. З 1943 по 1945 рік був президентом клубу ХАШК, ставши, в результаті, через розформування клубу, останню людину, яка обіймала цю посаду.

## Командні досягнення
Чемпіон Австрії: (1)
- 1923/24

3-й призер чемпіонату Королівства СГС: (1)
- 1927

Володар Кубка Австрії: (3)
- 1920/21, 1923/24, 1924/25

Фіналіст Кубка Австрії: (1)
- 1921/22